# Francesco Sammarco
Francesco Mario Sammarco, detto Franco (Pizzoni, 26 agosto 1947), è un politico italiano, dal 2005 al 2010 sindaco di Vibo Valentia.

## Biografia
Francesco Sammarco, detto Franco, prima di ricoprire la carica di sindaco è stato direttore dell'agenzia delle entrate di Vibo Valentia.
Si è candidato una prima volta alla carica di primo cittadino nel 2002 a capo di una coalizione di centrosinistra, avversario del magistrato Elio Costa del centrodestra che vinse le elezioni con il 51% dei consensi contro il 42,4% raccolto da Sammarco; si è ricandidato nel 2005 (dopo le dimissioni del predecessore) sempre a capo di una coalizione di centrosinistra, e questa volta ha vinto raccogliendo il 65,2%, battendo il candidato di centrodestra, l'avvocato Martino Grillo, che ha ottenuto il 32,4% dei voti.
Il 19 aprile 2012 aderisce al partito di Sinistra Ecologia Libertà.
Il 24 ottobre 2014 ufficializza la sua candidatura per le elezioni del consiglio regionale della Calabria, del 23 novembre 2014, nella lista "La Sinistra con speranza" nella circoscrizione Calabria Centro a supporto del candidato governatore, vincitore delle primarie di coalizione, Mario Oliverio, non risultando eletto.